# Лемниц
Лемниц (нем. Lemnitz) — община в Германии, в земле Тюрингия. 
Входит в состав района Заале-Орла. Подчиняется управлению Триптис.  Население составляет 390 человек (на 31 декабря 2010 года). Занимает площадь 7,99 км².